# 바로크 팝
바로크 팝(Baroque pop)은 1960년대 중반부터 시작된  음악의 양식이다. 클래식의 요소를 록 음악의 작곡 및 녹음에 사용한다. 바로크 팝의 전성기는 신디사이저와 샘플러의 도입 이전, 다양한 악기가 "실제로" 세션 뮤지션에 의해 연주되고 있던 때이다. 대표적인 작품으로 비틀즈의 《Yesterday》가 있다.